# Communauté de communes des Vals de Moselle et de l'Esch
La communauté de communes des Vals de Moselle et de l'Esch est une ancienne communauté de communes française, qui était située dans le département de Meurthe-et-Moselle.
Le 1er janvier 2014, la communauté de communes fusionne avec la Communauté de communes du Pays de Pont-à-Mousson, la Communauté de communes du Grand Valmont et la Communauté de communes du Froidmont pour former la Communauté de communes du Bassin de Pont-à-Mousson.

## Composition
La communauté de communes était composée des 7 communes suivantes :
1. Dieulouard (siège)
2. Belleville
3. Gézoncourt
4. Griscourt
5. Rogéville
6. Rosières-en-Haye
7. Villers-en-Haye

## Administration
| Période                                  | Période          | Identité      | Étiquette | Qualité                           |
| ---------------------------------------- | ---------------- | ------------- | --------- | --------------------------------- |
| Les données manquantes sont à compléter. |                  |               |           |                                   |
|                                          | 1er janvier 2014 | Henri Poirson | DVD       | Maire de Dieulouard (depuis 2008) |